# Konstantyna (cesarzowa)

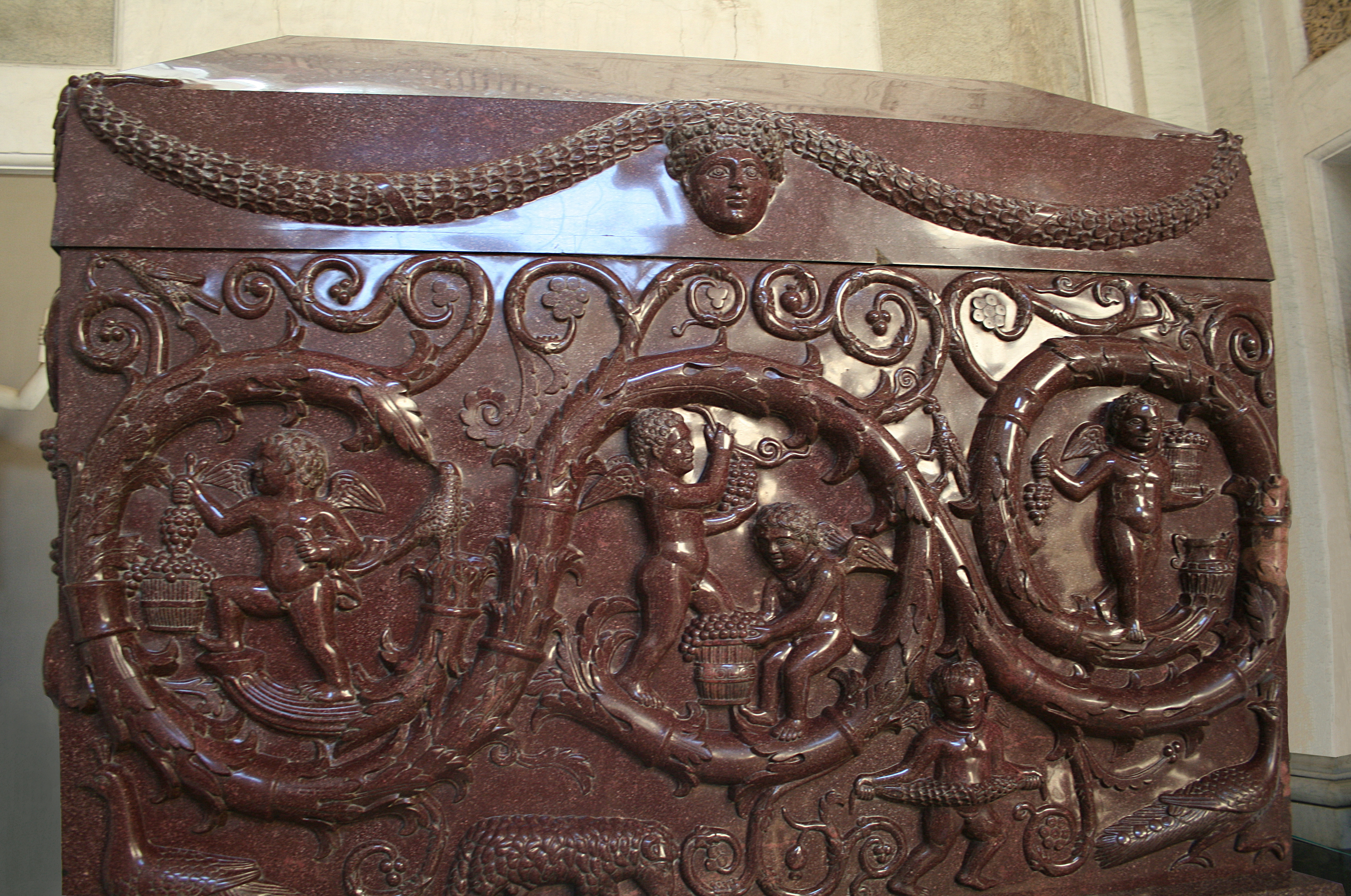
Sarkofag Konstantyny w Muzeach Watykańskich

Konstantyna, Konstancja, Constantina, Constantia (ur. ok. 320, zm. 354) – córka Konstantyna Wielkiego i jego żony Fausty, święta Kościoła katolickiego.
Urodziła się w cesarskiej rodzinie. Była początkowo żoną Hannibaliana. Po jego śmierci (zamordowany w 337), Konstantyna poślubiła Konstancjusza Gallusa – brata Juliana Apostaty. Miała opinię kobiety ambitnej, pysznej, bezwzględnej, ale o dużym rozeznaniu w kwestiach polityki. Wedle historyka Ammiana Marcellina „Konstantyna [...] była prawdziwym potworem w niewieścim ciele, nigdy niesytym krwi ludzkiej”. Wraz z Gallusem nadużywała władzy oskarżając niewinnych ludzi o praktyki magiczne i polityczne knowania, a następnie skazywała ich na śmierć. Jedną z ich ofiar był kupiec aleksandryjski Klemacjusz, w którym bez wzajemności zakochała się jego teściowa. Odrzucona postanowiła wywrzeć zemstę – ofiarowawszy Konstantynie drogocenny naszyjnik, otrzymała w zamian rozkaz natychmiastowego wykonania wyroku śmierci na Klemacjuszu.
Konstantyna zmarła na atak gorączki w bityńskiej Caeni Gallicani, w drodze na dwór brata, cesarza Konstancjusza II, który wezwał ją, by złożyła relację o nadużyciach, jakich dopuściła się wraz z mężem. Jej ciało pochowano w pobliżu Via Nomentana w Rzymie, w mauzoleum, przekształconym później w kościół św. Konstantyny, gdyż była potem czczona jako święta. Jej porfirowy sarkofag jest wystawiony w Muzeum Watykańskim.
Wspomnienie liturgiczne w Kościele katolickim obchodzone jest 18 lutego.